# Syedra myrmicarum
Syedra myrmicarum là một loài nhện trong họ Linyphiidae.
Loài này thuộc chi Syedra. Syedra myrmicarum được Wladislaus Kulczynski miêu tả năm 1882.